# 阿贝提环形山
阿贝提陨石坑（Abetti）是位于月球正面澄海东南部的一座小撞击坑，其名称取自意大利二位天文学家：安东尼奥·阿贝提（1846年-1928年）及他的儿子乔治·阿贝提（Giorgio Abetti，1882年-1982年），1976年被国际天文学联合会批准接受。

## 描述
该陨坑位于阿尔加山西北，西南偏南和东南分别毗邻道斯陨石坑和法布隆尼陨石坑。它的东北、东侧和东南则分别蜿蜒着利特罗月溪、卡门月溪及鲁道夫月溪。该陨坑中心月面坐标为20°07′N 27°49′E / 20.11°N 27.82°E，直径1.6公里，深约0.29公里。
阿贝提陨石坑已完全被月海熔岩所淹没，现成为月表上的一座幽灵坑，仅剩下一段弯曲的残壁突出在澄海表面。该残壁最大高出周边地形60米，内部容积仅有0.16公里3，因此，只有在阳光斜照下才可被看见。
请注意，在不同月图中，该陨坑被指定的位置并不相同，也就是说，该名字所指的地貌结构并不完全靠近。

## 外部链接

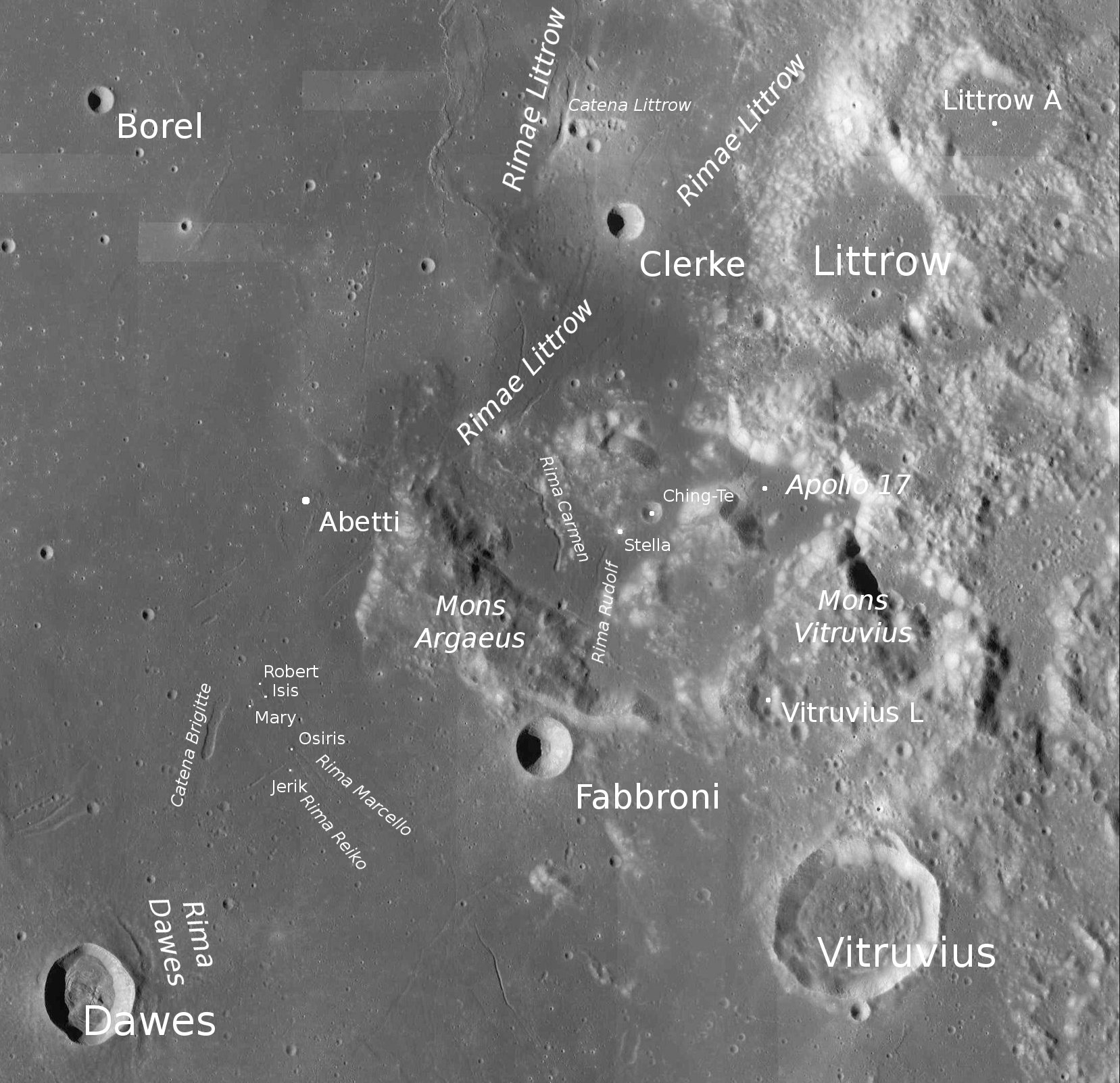
阿贝提陨石坑的周边，月球勘测轨道飞行器拍摄。